# Paramblymora
Paramblymora is een kevergeslacht uit de familie van de boktorren (Cerambycidae). De wetenschappelijke naam van het geslacht werd voor het eerst geldig gepubliceerd in 1961 door Breuning.

## Soorten
Paramblymora omvat de volgende soorten:
- Paramblymora affinis Breuning, 1974
- Paramblymora sarasini Breuning, 1961